# Parc zoologique de Bitola
Le parc zoologique de Bitola (en macédonien Зоолошка градина Битола) est situé à Bitola, ville du sud de la Macédoine du Nord. Il se trouve au sud du centre-ville et s'étend sur seulement 2 ha.
Le parc zoologique a été fondé le 1er mai 1950 avec l'aide des parcs zoologiques de Skopje, Zagreb, Belgrade et Subotica.
Le parc zoologique est dans un très mauvais état, par exemple, l'ensemble est mal clôturé, les animaux sont parfois attaqués par les chats et les martres. En 2011, un plan de reconstruction a donc été présenté par la commune. Le parc zoologique, une fois restructuré, comptera un centre éducatif pour sensibiliser la population à la sauvegarde de la biodiversité et de la nature locale. Le parc zoologique devrait également répondre aux critères européens.